# Ponte Vedra Challenger
Il Ponte Vedra Challenger è stato un torneo professionistico di tennis giocato su campi in cemento. Faceva parte dell'ATP Challenger Series. Si giocava annualmente a Ponte Vedra Beach negli Stati Uniti.

## Albo d'oro

### Singolare
| Anno | Campione               | Finalista      | Punteggio     |
| ---- | ---------------------- | -------------- | ------------- |
| 1990 | Tommy Ho               | Chris Pridham  | 7–6, 6–4      |
| 1991 | Jonathan Stark         | Kelly Evernden | 6–3, 6–1      |
| 1992 | Luis Herrera           | Jaime Yzaga    | 7–5, 6–4      |
| 1993 | Jean-Philippe Fleurian | Maurice Ruah   | 7–6, 3–6, 6–2 |
| 1994 | Vince Spadea           | Kevin Ullyett  | 6–3, 6–4      |

### Doppio
| Anno | Campioni                       | Finalisti                      | Punteggio     |
| ---- | ------------------------------ | ------------------------------ | ------------- |
| 1990 | Doug Flach Ken Flach           | Royce Deppe Bret Garnett       | 6–3, 2–6, 6–4 |
| 1991 | Steve DeVries Kenny Thorne     | Shelby Cannon Roger Smith      | 7–5, 7–6      |
| 1992 | Jared Palmer Jim Pugh          | Nicolás Pereira Daniel Vacek   | 1–6, 6–3, 6–2 |
| 1993 | Sébastien Lareau Daniel Nestor | Maurice Ruah Laurence Tieleman | 2–6, 6–1, 6–4 |
| 1994 | Paul Annacone Kelly Jones      | Ross Matheson Dick Norman      | 6–7, 6–4, 6–3 |